# Eremophila oppositifolia
Eremophila oppositifolia är en flenörtsväxtart. Eremophila oppositifolia ingår i släktet Eremophila och familjen flenörtsväxter.

## Underarter
Arten delas in i följande underarter:
- E. o. oppositifolia
- E. o. rubra